# Łuna 8K72-0
Łuna 8K72-0 – pełna nazwa zerowego stopnia (dopalacz stopnia głównego Łuna 8K72-1) radzieckich rakiet nośnych Łuna 8K72, gdzie montowany był po 4 sztuki, wokół członu pierwszego. Połowa z nieudanych startów rakiety Łuna 8K72 była spowodowana awarią w członie tego typu.